# 421 (jeu)
Pour les articles homonymes, voir 421 (homonymie).
 (juillet 2020).
Si vous disposez d'ouvrages ou d'articles de référence ou si vous connaissez des sites web de qualité traitant du thème abordé ici, merci de compléter l'article en donnant les références utiles à sa vérifiabilité et en les liant à la section « Notes et références ».
Le 421, appelé aussi le 4 21 et prononcé « quatre vingt et un », est un jeu populaire qui se joue encore au comptoir de nombreux bars.

## Description
On joue au 421 (qui tire son nom de la combinaison la plus forte) ou à zanzibar à l'aide de trois dés et d'un certain nombre de jetons ou fiches (souvent 11 ou 21 mais aussi parfois avec 41) ; il se joue à deux joueurs ou plus.

### Les combinaisons
Parmi les 56 résultats possibles (666, 665, 664, etc. 211, 111), il existe différents types de combinaisons :
- le 421 qui est composé de 4, 2 et 1. Il vaut 8, 10, 11 points ou tous les jetons restants sauf un, suivant les variantes. C’est la combinaison la plus forte.
- les fiches (ou Mac, annoncé également « x purs » ou « deux as » ou « x en l'air ») (au nombre de 5) qui sont composées de deux as et d’une troisième valeur. Elles valent la valeur du troisième dé (par exemple 1, 1, 4 est un « quatre purs » et vaut quatre points).
- les baraques (ou zenzi ou triplets ou simplement brelan ; aussi parfois appelés « strike ») (au nombre de 6) qui sont composées des trois mêmes valeurs (par exemple 6, 6 et 6). Cette combinaison vaut autant de points que la valeur des dés (six points pour notre exemple), sauf dans le cas 1, 1, 1, où elle vaut sept points (dans certaines variantes le triple 1 est aussi appelé Mac 1, dans d'autres « strike pur » ou « pur strike ») ; à valeur équivalente, « fiche » l’emporte sur « baraque » ; en Belgique, la plupart des versions jouées font l'emporter « fiches » sur « baraques », peu importe leur valeur respective. (De Namur à Liège, un Mac 2 est admis comme l'emportant toujours sur un brelan de 6 par exemple) ;
- les tierces (ou suites) (au nombre de 4) qui sont composées de trois chiffres successifs. Elles valent deux points et sont plus faibles que toutes les combinaisons précédentes. Bien sûr, 6, 5, 4 sera plus fort que 3, 2, 1 ;
- Il reste toutes les autres (au nombre de 39) qui ne valent qu’un point et sont plus faibles. On les classe grâce au chiffre le plus fort, puis le deuxième et le troisième. Par exemple, 6, 4, 1 est plus fort que 5, 5, 3, etc. De 6, 6, 5 « pas mal » à 3, 2, 2 « difficile de faire plus petit ! »
- enfin, « nénette », la combinaison 2, 2, 1. Elle est la plus basse combinaison possible. Dans certaines variantes elle vaut quatre points et est battue par les tierces, les fiches, les baraques et le 421, ce qui pousse à dire généralement que « tout bat nénette », même si cette figure bat les autres combinaisons restantes. Néanmoins il est important de noter également que si un deuxième joueur fait nénette, la deuxième nénette bat la première nénette et ainsi de suite si tous les joueurs font cette figure le dernier est vainqueur. Il faut bien préciser aux joueurs en partie, que nénette contrairement aux autres figures ne se déduit pas. Par exemple, si deux joueurs s'affrontent en combat singulier ou en défi et que l'un des deux fait « sept en l'air » et l'autre nénette; on ne déduira pas les quatre points de nénette des sept points du « sept en l'air ». Il ne faut d'ailleurs pas hésiter à rappeler cette règle immuable selon laquelle : « tout bat nénette ».

### Déroulement
On joue dans le sens des aiguilles d'une montre. Pour la première partie, chaque joueur lance un dé, le plus petit score ouvre la partie. En cas d'ex æquo, les joueurs concernés répètent l'opération. Pour les parties suivantes, commence le joueur qui a perdu la dernière manche.
Le jeu se joue en deux phases. La première phase — « la charge » — consiste à distribuer les jetons aux joueurs. Pour ce faire, les joueurs lancent à tour de rôle les dés. Celui qui fait la plus faible combinaison récupère des jetons dont le nombre dépend de la plus forte combinaison.
Il est de coutume pour le premier joueur à avoir lancé les dés de répéter la combinaison qu'il a obtenue, suivi de « à battre », avant que le joueur suivant ne lance les dés. Dès qu'un joueur obtient une combinaison qui ne bat pas celle qui est annoncée comme étant « à battre », c'est à lui de rappeler aux autres sa combinaison. Dans une partie à plus de trois joueurs, on n'oubliera pas de rappeler le nombre de jetons qui correspond à la meilleure des combinaisons obtenue durant ce tour ; (« 5-3-1 à battre pour 6 » par exemple). Le joueur qui perd le tour commence le tour suivant.
Lorsque tous les jetons ont été répartis, on commence la seconde phase, dite « décharge » (sauf si un seul joueur a reçu tous les pions, il a alors perdu la partie. C'est ce que l'on appelle « l'Espagnole »).
On observe aussi une variante de la charge dans le 421 à la « Havraise » : à chaque fois qu'un joueur lance ses dés, il donne à l'autre joueur le nombre de jetons provenant du pot correspondant à sa combinaison de dés. Cette variante ne s'applique donc que pour un jeu de deux joueurs.
La grande différence par rapport à la première phase du jeu est que les joueurs peuvent jouer plusieurs fois de suite pour améliorer la combinaison obtenue : ainsi, si au premier tirage on obtient 5, 3, 1, on pourra mettre de côté le troisième dé (celui dont la face visible est le 1), et relancer les deux autres : si on tire alors 4, 1, on pourra décider d’arrêter sur 4, 1, 1. On peut mettre ainsi de côté un ou deux dés, ou tout relancer.
Le premier joueur peut jouer ainsi jusqu’à trois fois. Les autres joueurs peuvent alors jouer en autant de coups, ou moins, que le premier, dans ce cas, il annonce « le bon ». Par exemple un premier joueur fait 2, 3, 4 en trois coups, celui qui le suit 4, 5, 5 au premier coup. Ce joueur peut alors prendre le dé 4 et dire « le bon », ce qui signifie qu'il joue « sec » et ne pourra faire un troisième lancer. S'il fait 5, 5, 5 il aura donc gagné. On considère qu'un joueur qui ne dit pas « le bon » doit continuer de lancer si nécessaire. Celui qui a obtenu la plus forte combinaison donne, à celui qui a eu la plus faible, autant de jetons que la valeur de sa combinaison. Selon certains jeux les combinaisons sont cumulées.
Si un joueur obtient l’égalité avec le même nombre de coups qu’un joueur précédent, on annonce « Qui barre démarre ! » ou on dit qu’il y a « rampo » (ou barrage ou encore « main chaude »). On départage alors les joueurs, en commençant par le dernier et en tournant en sens inverse. On joue en un coup. Il peut parfois y avoir un « rampo » sur le « rampo ».
Lorsqu'il y a « main chaude », le premier joueur à relancer les dés peut annoncer : « pour ce qui est », c'est-à-dire pour la valeur de la combinaison qui a donné la « main chaude » ou « pour ce qui vient », dans ce cas, les joueurs donneront (car c'est uniquement en cas de donne) la valeur des combinaisons effectuées lors de ce second tour de « main chaude ».
Lorsqu’un joueur n’a plus de jetons, il a gagné et sort du jeu. Le jeu se termine lorsqu’un joueur a tous les jetons (il a alors perdu).

#### Une partie complète
Ce qui vient d’être décrit est une « manche ». Une partie se compose de plusieurs manches à l’issue desquelles un des joueurs doit perdre deux manches. C’est lui qui est désigné alors pour payer la tournée. Afin d’éviter les malentendus, souvent, on marque les manches par des « super pions » (sous-bocks de bière en général).

## Variantes
Au Québec, les « baraques » l’emportent sur les « fiches ». À part le premier joueur, les joueurs suivants doivent obligatoirement annoncer qu’ils jouent le dernier lancer. Par exemple, le nombre de coups à jouer est de trois, si le joueur décide de jouer en deux coups, il doit l’annoncer à ce deuxième coup en cognant un dé sur le jeu. Pour la France et la Belgique, ce sont les « fiches » qui l’emportent sur les « baraques » (voir Jeux & Stratégies).
« Améliorer » au départ
On peut améliorer dès la première phase du jeu. Dans certaines variantes c’est le joueur désigné pour commencer la partie qui décide si c’est « sec au départ » ou « amélioré au départ ».
La vache
Variante répandue en région lyonnaise. On joue obligatoirement avec 21 fiches :
- Si dans un tour il y a plusieurs figures (baraques, fiches, tierces, etc.), le joueur perdant ramasse la somme des valeurs de ces figures (par exemple s’il y a un « trois fiches » et une tierce, il ramasse cinq pions.
- Si le premier joueur joue en deux ou trois passes, les autres joueurs doivent obligatoirement jouer en deux ou trois passes.

Variations du rampo
- On peut jouer le rampo « à l’amélioré ».

Le menteur
On joue sous une tasse, ainsi seul le joueur voit ce qu’il a tiré. Il annonce une valeur (vraie ou fausse). Le suivant peut soit dire « menteur », alors si le premier ment, il prend les fiches, sinon c’est le joueur précédent, soit il joue et doit annoncer une valeur égale ou supérieure au précédent.
Règle à l'aquitaine
Sur n'importe quel coup un joueur peut décider d'annoncer sa combinaison, s'il gagne alors il ne prend pas de jeton et décide qui va en prendre, s'il perd il prend d'office 2 jetons des adversaires.
Règle à la dijonnaise
Lors de la décharge, si un joueur réalise une nénette (221) en un coup, il donne l'ensemble de ses jetons au joueur ayant réalisé la moins bonne combinaison. Si un autre joueur fait nénette, le dernier joueur à faire nénette gagne.
Variante Duquesnoise
Cette Variante du 421 est principalement utilisée dans le nord de la France. Lorsqu'on joue sous la méthode Duquesnoise, les triples comptent pour trois fiches et sont inférieurs aux As. Ainsi lors de la charge ou lors de la décharge, un 2 aux as  (2 1 1) sera toujours supérieur à n'importe quel triple. Enfin, lorsque n'importe quelle personne perd du fait d'un 421, il doit ingérer une boisson forte. Idem si la personne fait une nénette.
Cette variante a notamment rendu célèbre le joueur pro de 421 ,originaire de Boulogne-sur-mer, Thomas Duquesnoy. Sévissant dans de nombreux bars du 1er port de pêche français, c'est surtout au Froggy Blues qu'il régale les amateurs de lancers de dés tous les mercredis soirs de 18 h à 20 h.
Variante Poteloise
Inventée à Boulogne-sur-mer au milieu des années 1970 par Jean-Marc Potel, grand ponte des soirées boulonnaises et patron du bar The Froggy Blues, cette variante a connu énormément de changement au cours des années. Elle connait un nouvel essor il y a quelques années grâce à son fils Clément Potel qui tente de rendre populaire le 124. Cette variante consiste à jouer le 421 à l'envers, la nénette (221) devenant le deuxième meilleur score (122) derrière le 124. Malgré toute sa bonne volonté cette variante ne prendra pas dans la vieille ville boulonnaise, le QI moyen des clients du bar étant beaucoup trop faible pour comprendre les règles très alambiquées.[réf. nécessaire]
Néanmoins Clément Potel reste une figure incontournable du 421 dans le département du Pas-de-Calais. Principal sparring partner de la star Thomas Duquesnoy (cf Variante Duquesnoise) il est connu pour être le meilleur formateur et pourvoyeur de joueurs de 421 de la Côte d'Opale.
Règle à la Gauloise
Jouée dans le Hainaut Cambrésis cette variante se joue en dehors des bars et met en jeu des gorgées d'alcool plutôt que des tournées.
Les règles de base restent inchangées cependant prendre un jeton ou une fiche entraîne une sanction éthylique.
Ainsi prendre des jetons entraine une gorgée de punition, quel que soit le nombre de jetons.
Sauf si 10 jetons sont distribués d'un seul coup. Dans ce cas le joueur qui prend les jetons doit boire la moitié de son verre.
Autre exception si un joueur fait nenette à la charge il doit boire 3 gorgées.
Si un joueur prend une fiche il doit boire la moitié de son verre.
À la deuxième fiche subie le perdant finit son verre.
Si un joueur prend la fiche du con il prend également un cul sec.
Dernière particularité la Godonite, 
si un joueur perd la partie en 4 tours sans décharge en ayant recuperé les jetons dans l'ordre suivant : 1 puis 10 puis 10 puis 1, il est condamné a boire un litre de bière sous les applaudissements des autres joueurs.
Règle à la Guadeloupéenne
Les triples ou brelans priment sur les combinaisons 
1,1 + ...
Exemple :
(2,2,2 > 1,1,2)
(3,3,3 > 1,1,3)
Etc.
Règle du Gambi
Variante baptisée en l'honneur du patron du bar dans lequel elle a été créée. Ici on ne donne pas les jetons, on les récupère et le but est évidemment de tous les avoir. Il est d'usage pour le premier perdant de payer sa tournée.
Différences par rapport à la règle de base :
- Se joue à 21 jetons
- 421 vaut 8 jetons
- Les fiches sont aussi fortes que les baraques à nombre de jeton égal (113 = 333)
- Nénette moins fort qu'une suite vaut 2 jetons et se comporte comme les autres combinaisons
- Le gagnant de la manche garde la main
- Les combinaisons sont cumulées (si un joueur fait 421 et l'autre 111, le premier gagne 15 jetons)
- En cas d'égalité, le dernier joueur décide de jouer « sur ce qui est » ou « sur ce qui vient » et alors le premier commence un tour en un coup pour le départage.
- Pendant la décharge, taper ses dés sur la table compte comme un lancer.

Il est très bien vu de taper deux fois ses dés quand le premier joueur n'arrive pas à faire de combinaison. Cependant si on ne possède pas beaucoup de jetons, il n'est pas critiqué de tenter un gros score. De la même manière il est d'usage de tenter une forte combinaison si le premier joueur a beaucoup de jetons, on dit alors qu'on le fait « cracher ».